# Parlament de la Mancomunitat d'Austràlia
El Parlament d'Austràlia també conegut com el Parlament del Commonwealth o Parlament de la Mancomunitat és la branca legislativa del govern d'Austràlia. El Parlament d'Austràlia és bicameral, amb característiques de la tradició de Westminster amb influències del Congrés dels Estats Units. Segons la secció primera de la constitució d'Austràlia, el Parlament té tres components: el Rei, el Senat i la Cambra de Representants. La Rei hi és representat pel governador-general.
La cambra baixa, la Cambra de Representants, està formada per 150 membres que representen els districtes coneguts com a "divisions electorals". El nombre de membres no està fixat, ans pot variar així com les fronteres dels districtes segons les redistribucions electorals realitzades periòdicament. L'últim increment es va realitzar el 2001. Cada divisió electoral elegeix un membre segons el sistema de segon torn instantani.
La cambra alta, el Senat, està formada per 76 membres: dotze membres per cada un dels estats de la federació australiana, i dos per a cada territori del continent. Els senadors s'elegeixen segons el mètode de vot proporcional. Les dues cambres es reuneixen en sales separades de la Casa del Parlament a Canberra, la capital.